# جون بي. كورتيس
جون بي. كورتيس (بالإنجليزية: John B. Curtis)‏ هو رائد أعمال أمريكي، ولد في 10 أكتوبر 1827 في هامبدين في الولايات المتحدة، وتوفي في 13 يونيو 1897 في بورتلاند في الولايات المتحدة.